# Andy Votel
Andrew Shallcross, conegut pel seu nom artístic Andy Votel, és un músic electrònic, productor i DJ, cofundador dels Twisted Nerve Records i responsable de la reedició de Finders Keepers Records. També és membre fundador del col·lectiu B-Music amb David Holmes, Bob Stanley, Belle And Sebastian, Cherrystones i Short Gerald.
Votel ha sigut el conservador (curator) de diversos esdeveniments incloent l'acte que se celebrà el 2006 al Barbican Centre, amb música de Jean-Claude Vannier i Serge Gainsbourg. Aquest esdeveniment va ajuntar músics d'arreu que van tocar els àlbums Histoire de Melody Nelson i L'enfant Assassin des Mouches. Hi van assistir i tocar personalitats com Jarvis Cocker, Badly Drawn Boy, Brigitte Fontaine, Mick Harvey i el cantant de Super Furry Animals, Gruff Rhys.
Votel també fa remescles i recopilacions de CDs, entre els quals destaca Music To Watch Girls Cry i Vertigo Mixed, una compilació de rareses del catàleg de Vertigo Records.
És originari de Marple Bridge, a Stockport. Com a dissenyador gràfic, ha treballat per a artistes com a Badly Drawn Boy, per a qui va fer la portada del disc Have You Fed the Fish?.
A Catalunya ha participat en el Primavera Sound i ha fet algun projecte de col·laboració amb Ràdio Web MACBA.

## Discografia
Singles
- If Six Was Nine (12", Grand Central Records, 1996)
- Canter (7", Sluts Small, 1999, split single with Add N to X)
- Whirlpool (Twisted Nerve Records)
- The Amazing Transplant EP - with Cherrystones (12", Stark Reality, 1999)
- Girl On A Go-ped / Return Of The Spooky Driver (Twisted Nerve Records)
- Girl On A Go-ped (Remix) (Twisted Nerve Records)

Àlbums
- Styles of the Unexpected (Twisted Nerve Records, 2000)
- All Ten Fingers (Twisted Nerve Records, 2002)

Recopilatoris
- Music To Watch Girls Cry (2003)
- Folk Is Not a Four Letter Word (2005)
- Vertigo Mixed (2005)
- Songs In The Key Of Death (2005)
- Songs Of Insolence (2005)
- Welsh Rare Beat (2005)
- Prog Is Not a Four Letter Word (2006)
- One Nation Under a Grave (2007)
- Vintage Voltage (2010)